# Muraszombati vár
A muraszombati vár, más néven Szapáry-kastély a város közepén, a 9,5 hektáros Béke parkban terül el.

## Története
Az erősség első említése 1255-ből ismeretes. 1478-ban castellum in Belmwra, 1498-ban castellum Mwrayzombath néven említik a latin nyelvű dokumentumok. (Belmura a Muravidék központi, „belső” részének, illetve az itteni településnek a korai magyar elnevezése volt.) A 14. században birtokosai – a tágabb környékkel együtt – a felsőlendvai Széchy család tagjai voltak. A középkori várat ők építtették a település közelében. A birtokközpont és a vár később házasságok révén a Batthyány család tulajdonába került.
A 17. század elején Bocskai István hajdúcsapatai felégették a várost. Az újjáépítés során a városmag a mai kastély körül alakult ki. A vár épületét 1648 és 1655 között Batthyány Ádám regedei mesterekkel építtette újjá. A muraszombati uradalmi központ tekintélyes részét képezte a Batthyány család birtokainak, de az ismertebb családtagok közül senki nem lakott itt állandó jelleggel.
1687-ben Szapáry Péter vásárolta meg az uradalmat a várral együtt, ami ettől fogva mintegy két és fél évszázadon át a Szapáry család birtokában maradt. A kastély barokk átépítését már ők rendelték meg. A Szapáryak közül többen itt is laktak, néhányuk fontos szerepet töltött be a szélesebb régió politikájában.
Trianon után a várost a várral elszakították Magyarországtól. 1934-ben a Szapáry-család eladta a várat a helyi városi tanácsnak. A második világháború idején a Muravidékre is bevonuló magyar katonaság rendezkedett be az épületben, ami a jugoszláv partizánok börtöneként és kivégző helyeként is szolgált. 
A 20. század utolsó harmadában a vár jelentős közszolgálati intézményeknek adott otthont. Az épület ma többek között a Muravidéki Múzeumnak és annak keretében egyebek mellett a Muravidék történelmét bemutató állandó kiállításnak ad helyet.

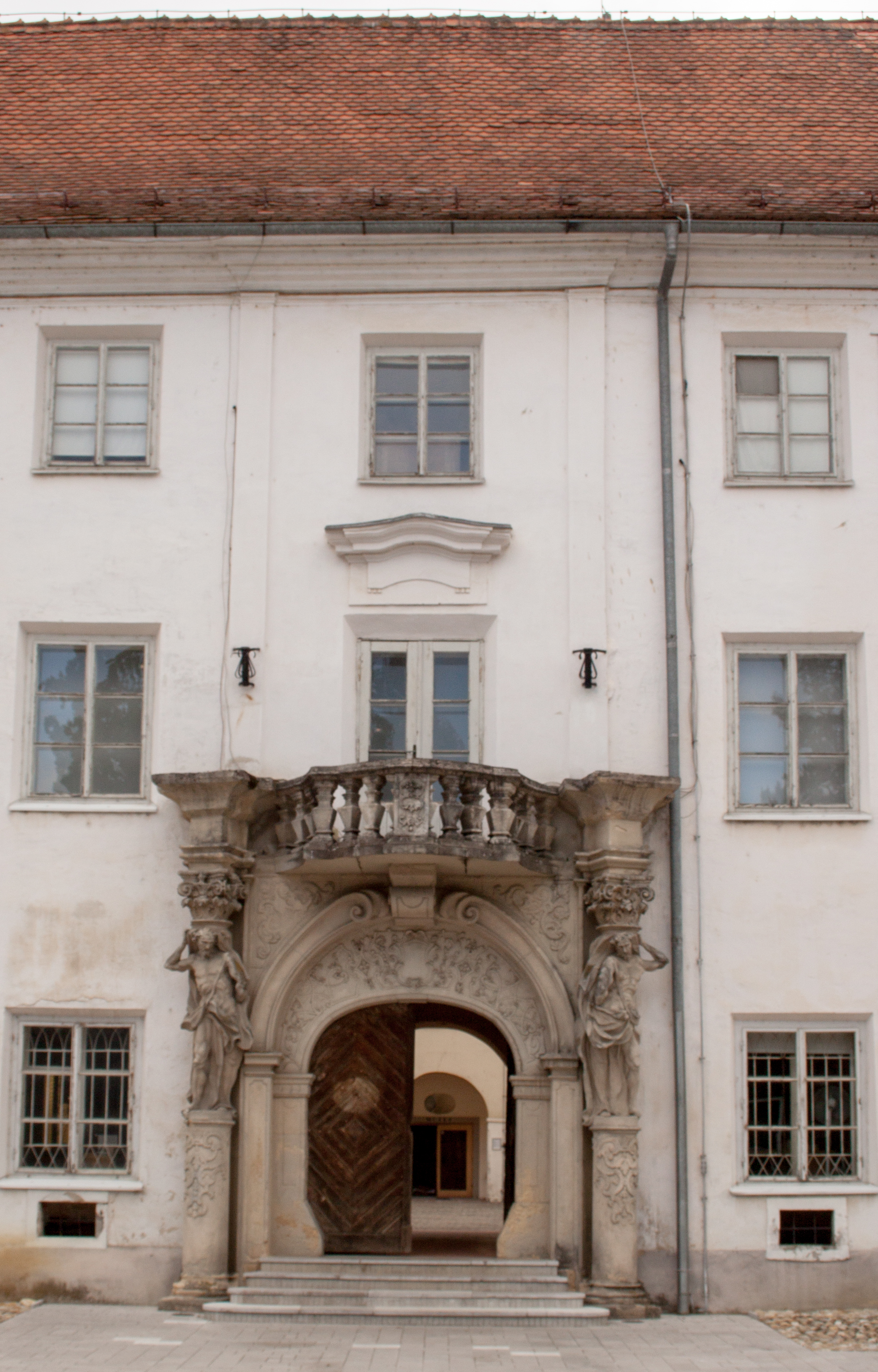
A főbejárat a keleti oldalon
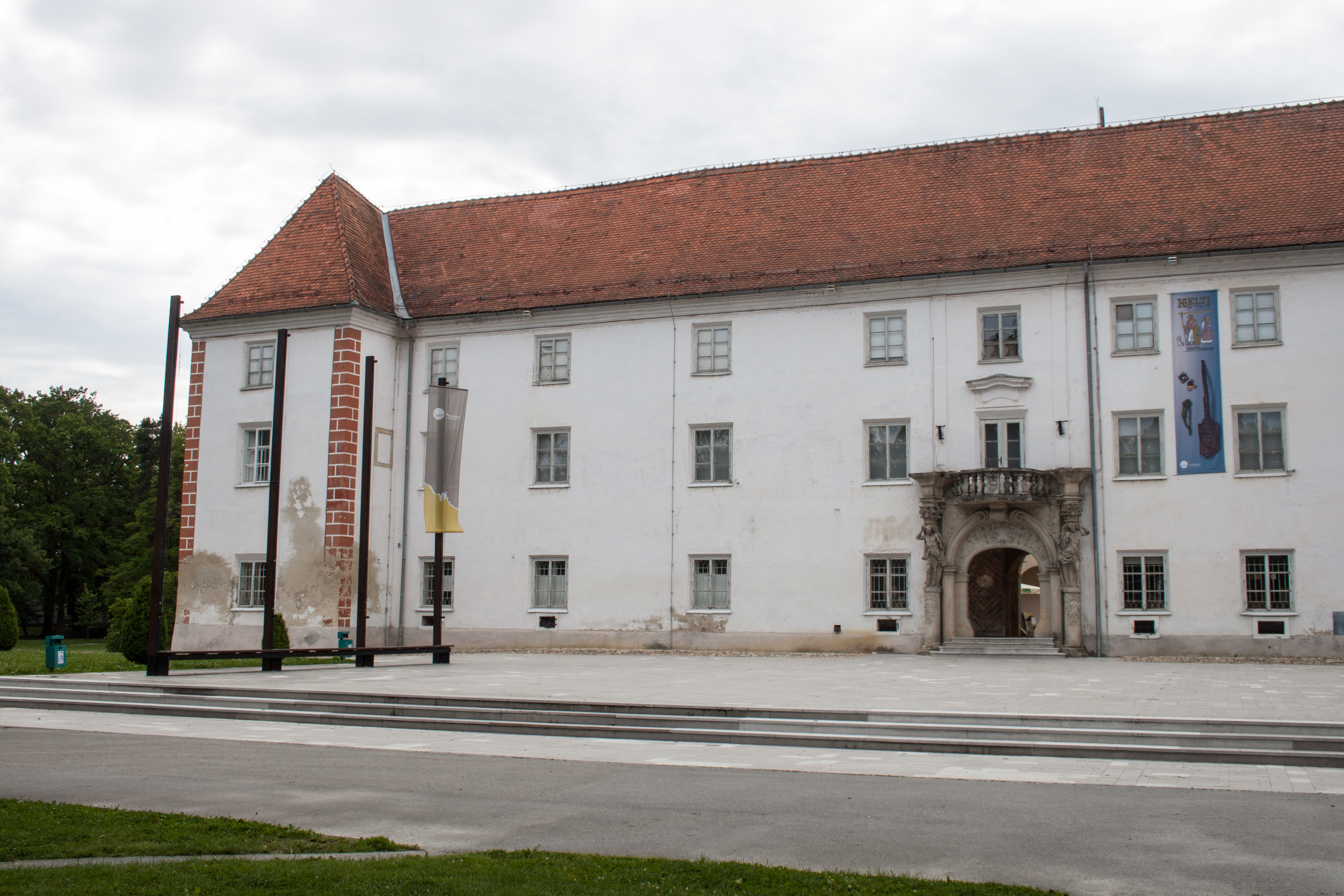
A keleti szárny részlete
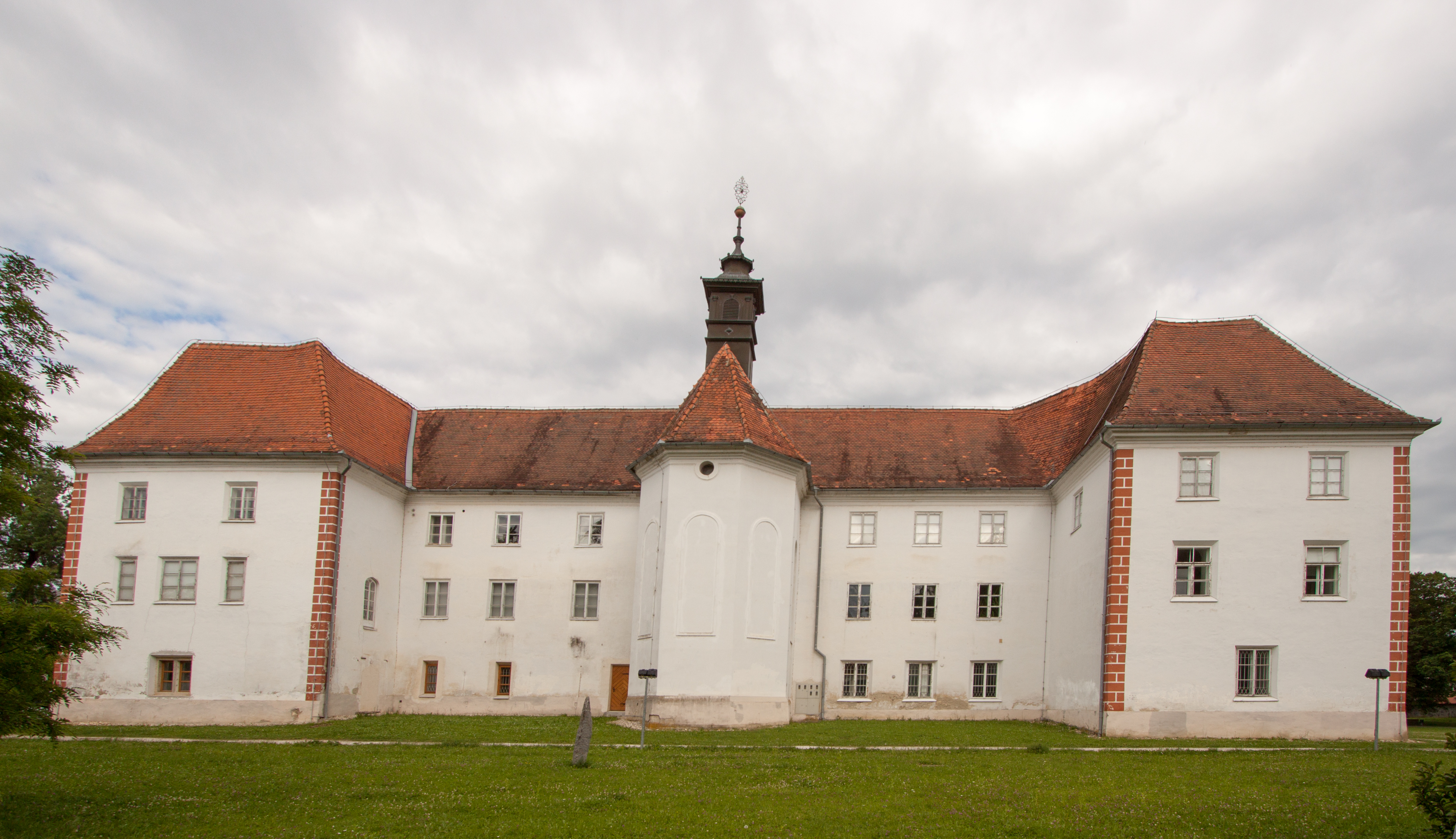
A nyugati szárny, középen a kápolna hátsó oldala
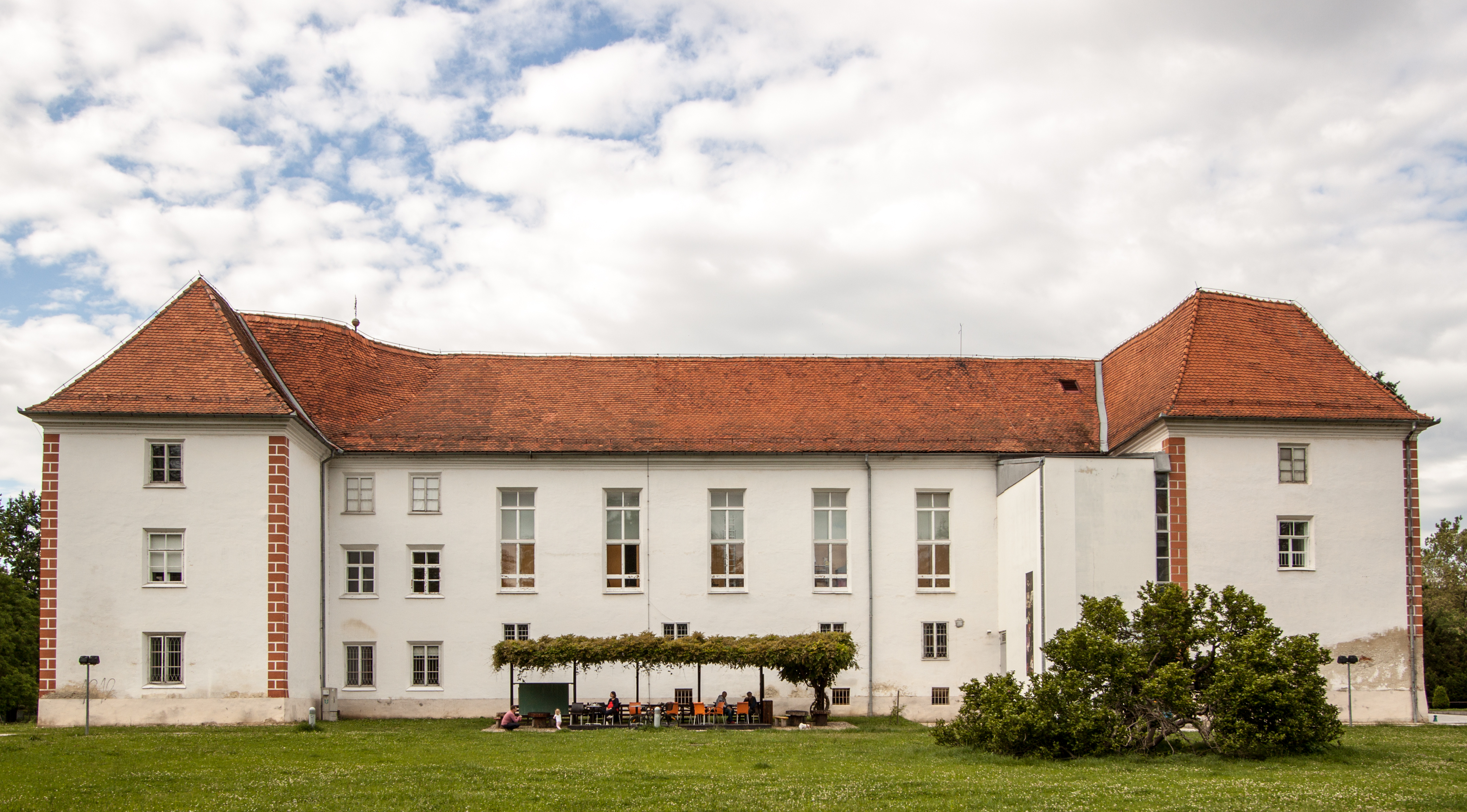
A déli szárny

## Leírása
A várkastély épülete zárt szabályos négyszög alakú, saroktornyokkal. A főbejárattal szemben álló, nyugati oldalát egy nagy barokk kápolna töri meg. Az épületegyüttes díszítése barokk jellegű, ez leginkább a gazdagon díszített, Atlasz-alakos, kőfaragású főkapun, az északi szárnyának homlokzatán, valamint a belső terek kialakításán látszik. A főkapu megoldása nagyon hasonló az egykori budapesti Grassalkovich-palotáéhoz, illetve a ma is álló Péterffy-palota kapuzatához. A kastély belső részének leglátványosabb részei a kápolna és a korabeli díszterem. Jellegzetes az árkádokkal övezett belső udvar is.

### A vár udvara

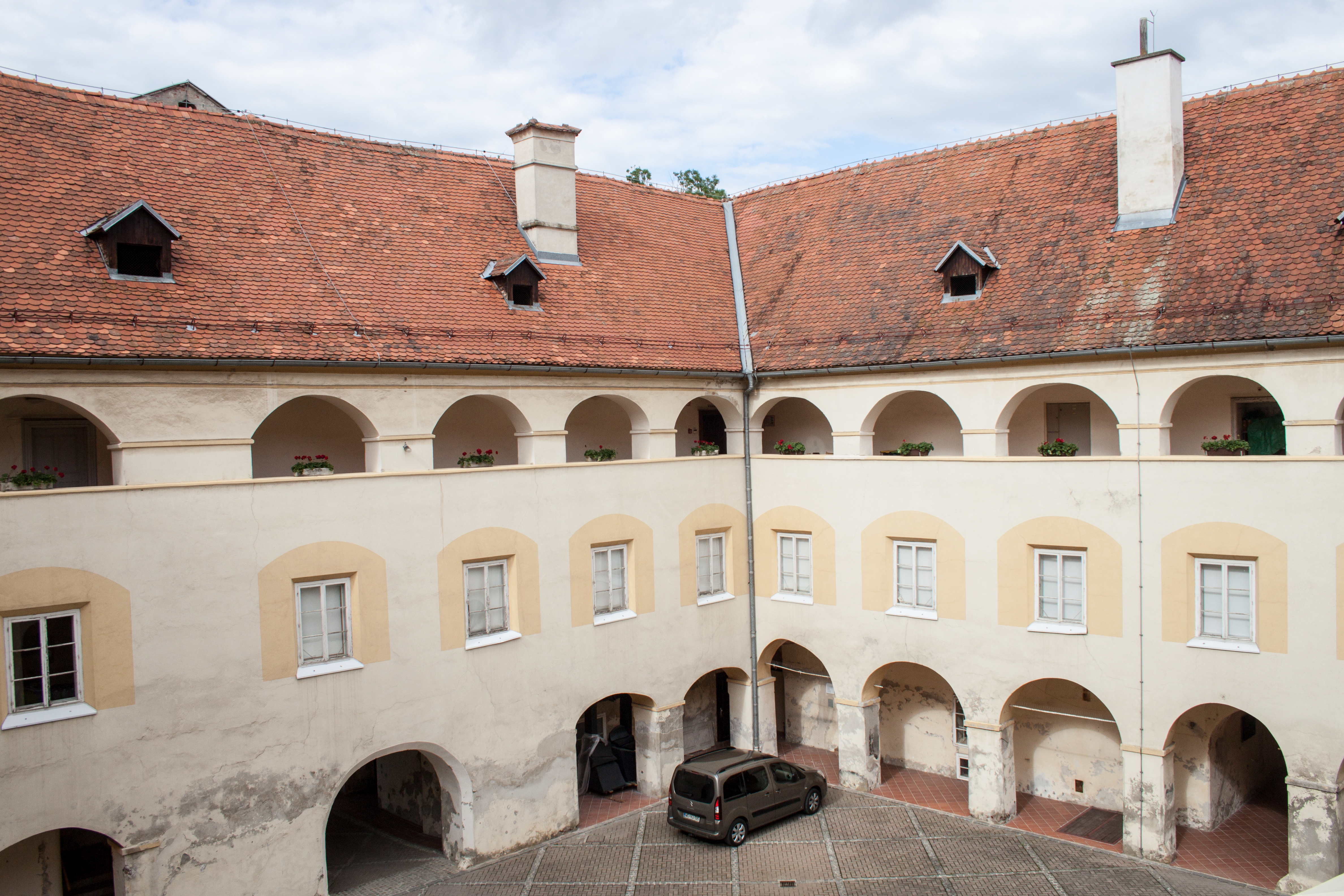
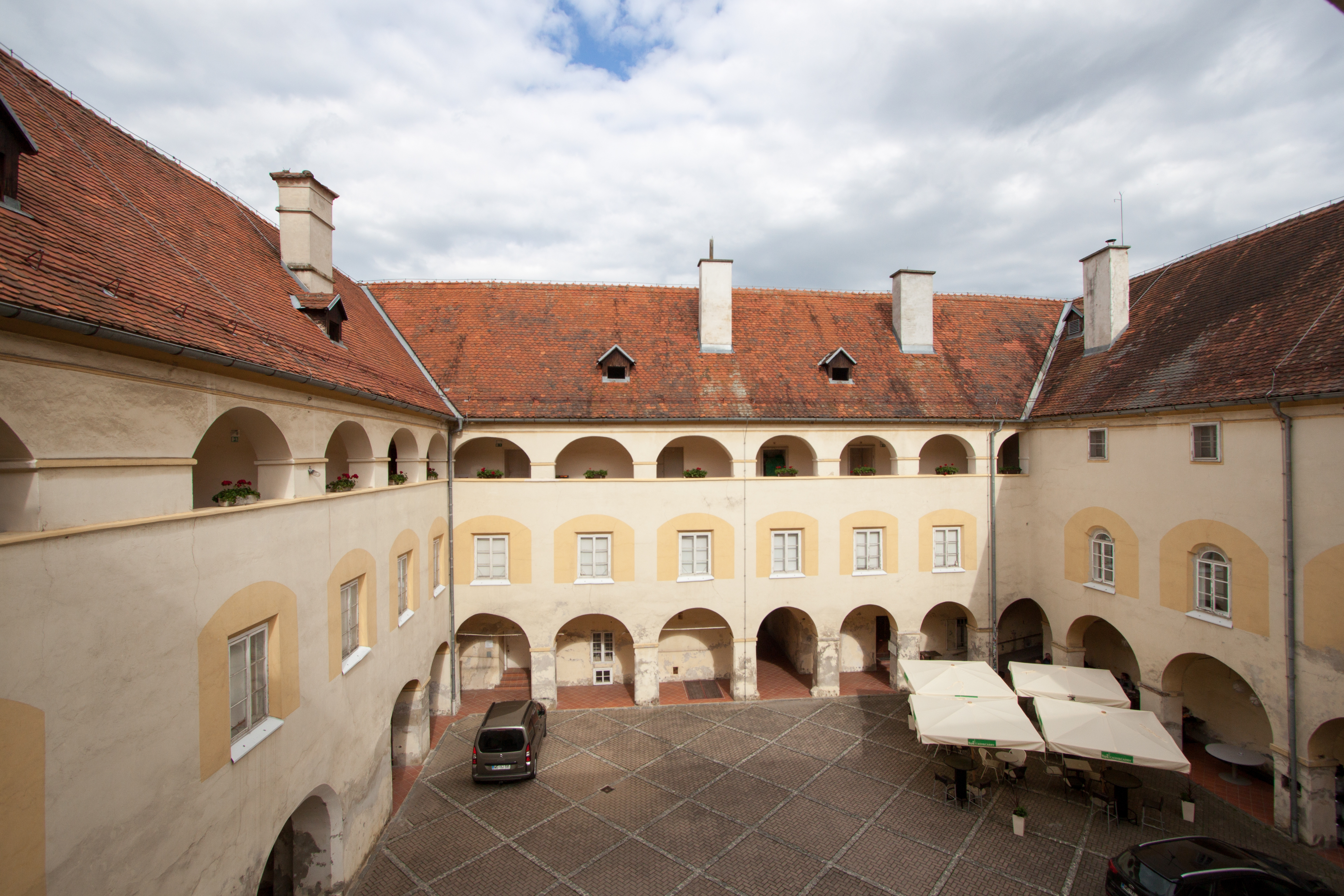
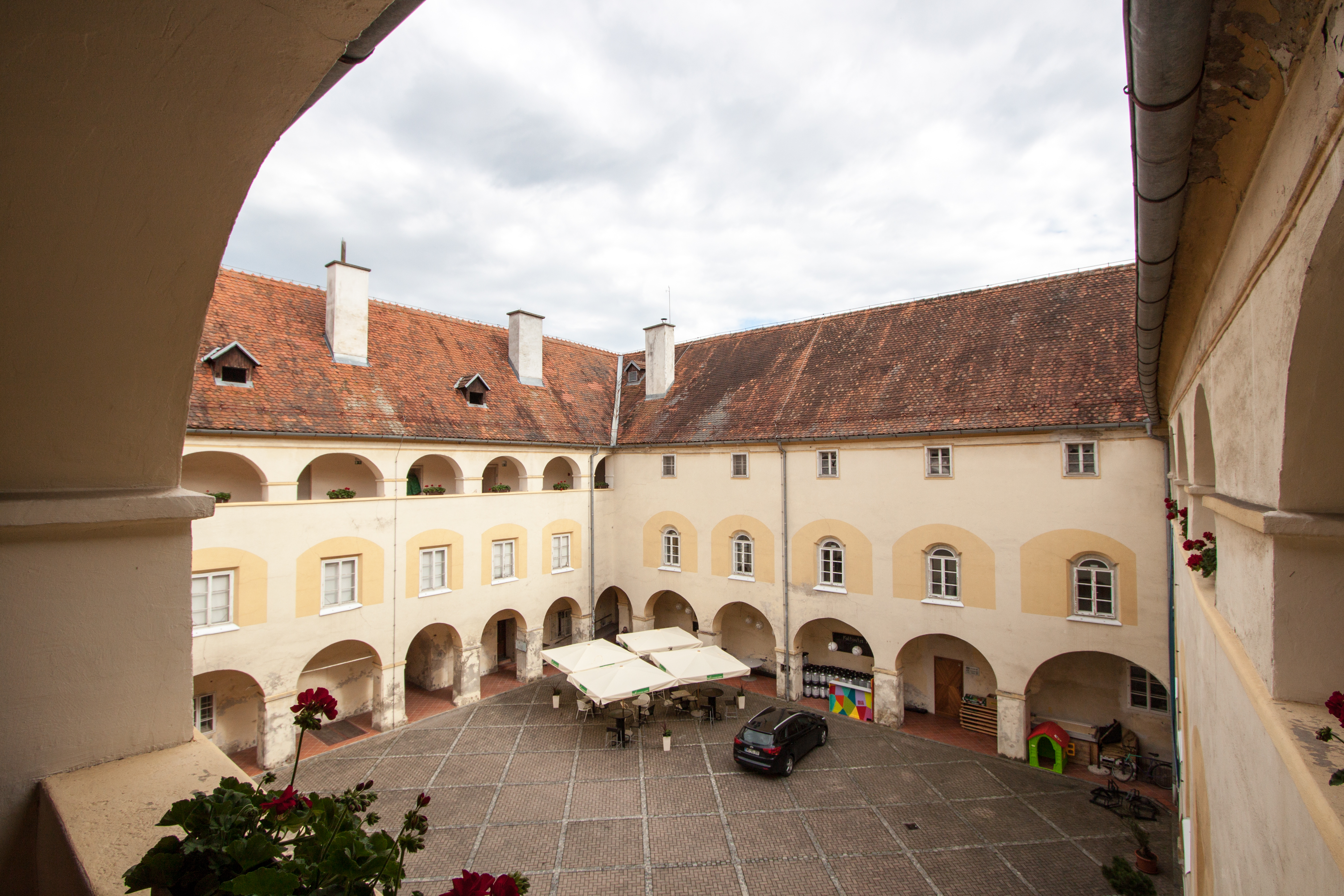
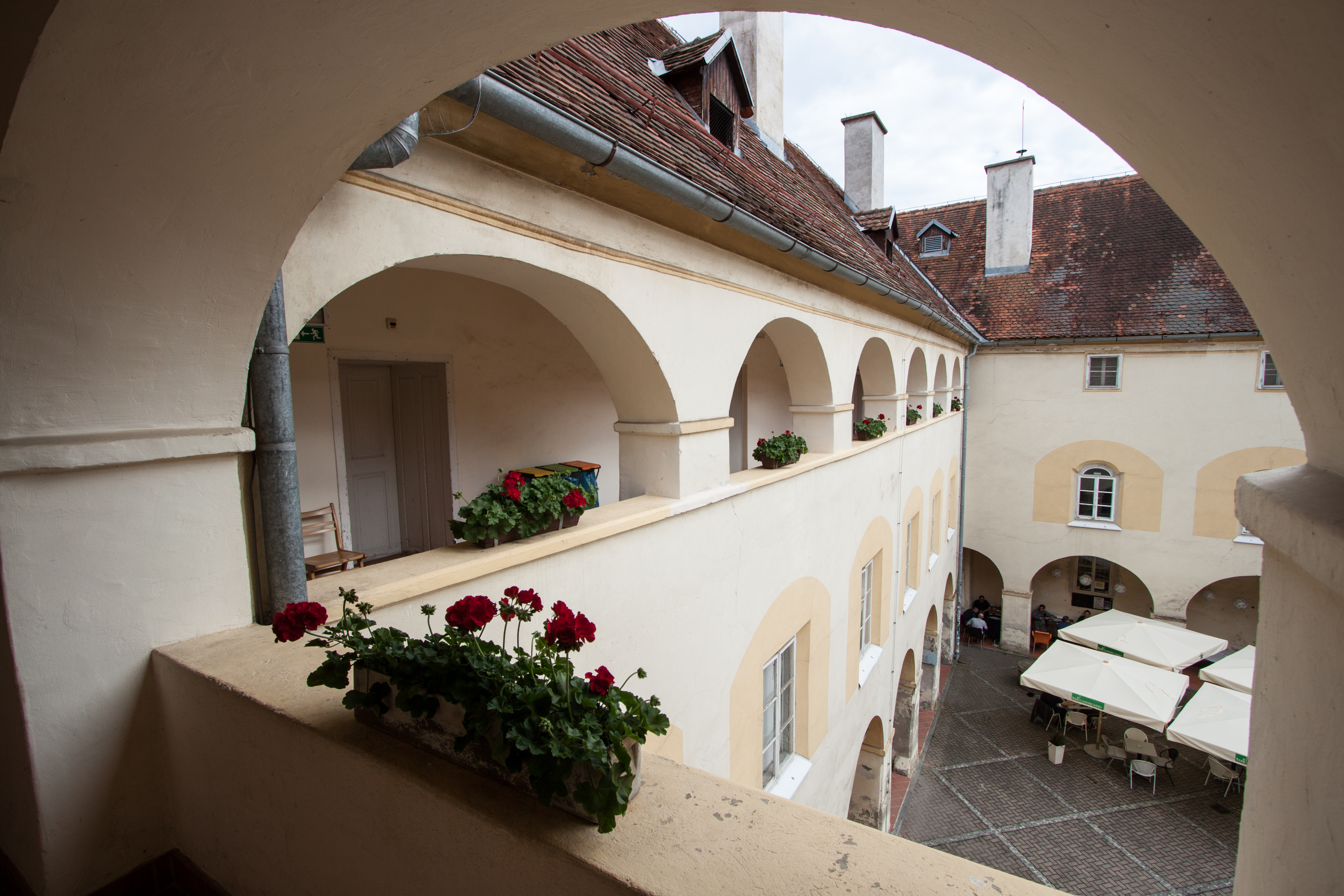